# Donkey Kong (jeu vidéo, 1981)
Vous lisez un « article de qualité » labellisé en 2007.
Pour les articles homonymes, voir Donkey Kong.
Donkey Kong (ドンキーコング, Donkī Kongu), est un jeu vidéo d'arcade créé par Nintendo en 1981. C'est un des premiers jeux de plates-formes, précédé dans le même genre par Space Panic et Apple Panic. L'intérêt est centré sur le déplacement d'un personnage principal à travers quatre niveaux en évitant des obstacles mouvants. Si le scénario est simple, il est suffisamment développé pour l'époque : Mario, appelé alors Jumpman, doit secourir une demoiselle en détresse, capturée par un gorille géant, Donkey Kong. Les deux personnages qu'il introduit sont appelés à devenir deux icônes de la marque Nintendo.
Le jeu résulta des efforts de Nintendo pour s'imposer sur le marché nord-américain ; son président, Hiroshi Yamauchi, a donné le projet à l'un de ses nouveaux game designer, Shigeru Miyamoto. Fortement inspiré par la culture américaine, à travers les personnages de Popeye et de King Kong, Miyamoto développa le scénario et dirigea la programmation du jeu aux côtés de l'ingénieur en chef Gunpei Yokoi. Les deux concepteurs y introduisirent deux innovations : les cinématiques et les niveaux de jeu multiples.
Malgré les doutes initiaux de l'équipe américaine de Nintendo, Donkey Kong fut un succès énorme au Japon et en Amérique du Nord. Une licence fut vendue à Coleco, qui en développa des versions pour diverses consoles de jeux vidéo. D'autres entreprises ont également développé des clones du jeu tout en évitant d'en payer les droits. Les personnages de Miyamoto apparurent sur des boites de céréales, des dessins animés à la télévision, et dans de nombreux autres produits dérivés. Universal City Studios attaqua Nintendo en justice, l'accusant de violer ses droits sur le personnage de King Kong avec Donkey Kong ; cependant, le procès échoua. Le succès de Donkey Kong aida Nintendo à s'imposer sur le marché du jeu vidéo des années 1980 jusqu'au début des années 1990.
Le succès de Donkey Kong en fit une référence de la culture américaine. En 1982/1983, Buckner & Garcia et R. Cade and the Video Victims enregistrèrent des chansons inspirées du jeu. Des artistes comme DJ Jazzy Jeff & the Fresh Prince et Trace Adkins firent des références au jeu dans leurs chansons, de même qu'un épisode des Simpson. Aujourd'hui encore, les effets sonores de la version Atari 2600 servent souvent comme son de jeu vidéo générique dans les films ou à la télévision. KLOV place Donkey Kong dans les trois jeux d'arcade les plus populaires de tous les temps et le place à la 25e place de la liste des 100 meilleurs jeux d'arcades. Aujourd'hui, Donkey Kong est le cinquième jeu d'arcade le plus populaire parmi les collectionneurs.

## Synopsis et personnages
Le personnage éponyme Donkey Kong incarne le méchant de l'histoire ; il est présenté comme l'animal domestique du charpentier Jumpman — littéralement l'homme sauteur, nom dans la lignée de Pac-Man et de Walkman. Maltraité par le charpentier, Donkey Kong s'échappe et enlève la petite amie de Jumpman, originellement connue sous le nom de Lady. Le joueur prend le contrôle de Jumpman et doit venir au secours de sa bien-aimée ; c'est la première apparition du thème de la demoiselle en détresse dans un jeu vidéo, thème qui deviendra récurrent dans l'univers vidéoludique.
Le jeu utilise les graphismes et l'animation pour caractériser les émotions et les identités des personnages. Donkey Kong est identifiable par son sourire ; Lady est directement reconnaissable comme un personnage féminin par sa robe rose et ses longs cheveux, le message « HELP! » apparaît fréquemment derrière elle. Jumpman apparaît habillé d'une salopette rouge ; c'est un personnage commun au Japon, sans trait identifiable. Le travail artistique réalisé sur la borne d'arcade et les produits dérivés donnèrent aux personnages une apparence plus marquée. Lady, par exemple, apparaît avec la même chevelure que l'actrice Fay Wray, avec une robe déchirée et des talons hauts.
Donkey Kong est le premier exemple connu de récit structuré, c'est-à-dire qui suit le schéma narratif complet, écrit pour un jeu vidéo. C'est aussi la première fois qu'un jeu a recours à des cinématiques, et non plus à du texte, pour faire avancer son intrigue. Le jeu s'ouvre sur la séquence du gorille grimpant une double échelle d'un site en construction, pour en atteindre le sommet. Il y dépose Lady et martèle le sol de ses pieds, provoquant un tremblement du décor et causant des dégradations. Il se déplace alors à sa position finale et lance un ricanement. Cette brève animation plante le décor et ajoute une profondeur au gameplay. À la fin du niveau, une nouvelle cinématique est introduite : Jumpman rejoint Lady et, comme symbole de leur amour, un cœur apparaît ; mais Donkey Kong se lève, agrippe la femme et monte à nouveau les échelles, et le cœur se brise en deux. Une dernière cinématique prend place à la fin du quatrième et dernier niveau lorsque Jumpman atteint le sommet ; le gorille s'écrase par terre ; Jumpman et Lady sont finalement réunis. Une courte animation fait la transition et le jeu recommence avec un niveau de difficulté supérieur.
La trame narrative du jeu relève d'un certain patchwork multimédiatique influencé autant par les anciennes productions vidéoludiques que par d'autres médias comme le film, la bande dessinée, le manga, le cartoon, etc. ; modèle qui sera par la suite réutilisé dans l'industrie vidéoludique.

## Déroulement du jeu
Donkey Kong est un jeu de plate-forme. Gagner le jeu requiert précision et patience pour synchroniser l'ascension de Jumpman. En plus de devoir délivrer Lady, le joueur se voit attribuer un score : des points lui sont accordés à la fin de chaque niveau suivant le temps restant ; des points supplémentaires s'obtiennent pour avoir récupéré des parapluies, des chapeaux et des sacs à main (appartenant vraisemblablement à Lady), pour avoir sauté par-dessus un obstacle (tonneau roulant, tonneau en feu…), ou encore pour avoir détruit un obstacle avec un marteau obtenu comme bonus en cours de partie pour un temps limité. Au bout de 7 500 points collectés, le joueur obtient trois vies supplémentaires. Le nombre de points à récolter avant d'obtenir une vie supplémentaire ou encore la difficulté du jeu dépendent de dipswitchs que l'opérateur de la borne d'arcade règle selon sa convenance.
Le jeu consiste en une succession de quatre écrans différents. Chaque écran est censé représenter 25 mètres de la construction que Donkey Kong (le gorille) a gravi. Des portages informatiques ont modifié l'ordre et l'apparence de ces écrans. Dans le jeu original, ces écrans sont successivement :
- écran 1 (25 m) — Jumpman doit escalader une construction tordue de six étages faits de poutres et d'échelles (dont certaines brisées), et doit sauter par-dessus des tonneaux en bois et en fer jetés par Donkey Kong. Des tonneaux enflammés doivent être évités, ces derniers apparaissent lorsqu'un tonneau en fer rentre en collision avec un récipient de pétrole enflammé ;
- écran 2 (50 m) — Jumpman doit grimper une structure de cinq niveaux, avec des tapis roulants, chacun transportant des paquets de ciment. Apparaissent aussi des boules de feu comme pour l'écran précédent ;
- écran 3 (75 m) — Jumpman monte et descend sur deux élévateurs tout en évitant des boules de feu et divers objets rebondissants, probablement des poids montés sur des ressorts. Ces objets apparaissent en haut de l'écran et descendent vers l'élévateur de droite ;
- écran 4 (100 m) — Jumpman doit enlever huit crochets qui soutiennent la plate-forme sur laquelle se tient Donkey Kong. Les boules de feu restent les premiers obstacles à éviter. En enlevant le dernier crochet, Donkey Kong tombe et Jumpman retrouve Lady.

Ces quatre écrans constituent un niveau de difficulté. Une fois que le joueur termine les quatre écrans, il recommence au premier écran passant à un niveau de difficulté supérieur. La difficulté tient à la fréquence à laquelle Donkey Kong lance les tonneaux, à la rapidité d'apparition des boules de feu, à la présence ou non de tonneaux lancés à la diagonale au premier écran… Le 22e niveau de difficulté est officieusement connu comme le kill screen (écran de mise à mort) car au bout de quelques secondes, le Jumpman meurt tout seul, et le jeu bloque. Ceci est dû à la puissance des processeurs (et de la mémoire) de l'époque, qui ne pouvaient pas encaisser un jeu plus long. Avec quatre écrans, Donkey Kong est, à son époque, le plus long jeu vidéo jamais produit. Auparavant, le seul cas semblable d'utilisation de niveaux multiples est Gorf produit par Midway Games - même si dans ce dernier, les différents niveaux n'ont rien à voir les uns avec les autres et ne sont que plusieurs jeux à jouer à la suite.

## Développement
En 1980, tous les efforts de Nintendo pour investir le marché nord-américain du jeu vidéo s'étaient conclus par des échecs, culminant avec Radar Scope en 1981. Pour garder la société en vie, son président Hiroshi Yamauchi décida de convertir les bornes d'arcade Radar Scope invendues en quelque chose de nouveau. Il contacta un jeune designer industriel, Shigeru Miyamoto, qui travaillait déjà pour Nintendo depuis 1977. Miyamoto répondit à cet appel. Yamauchi nomma comme ingénieur en chef Gunpei Yokoi, pour superviser le projet.

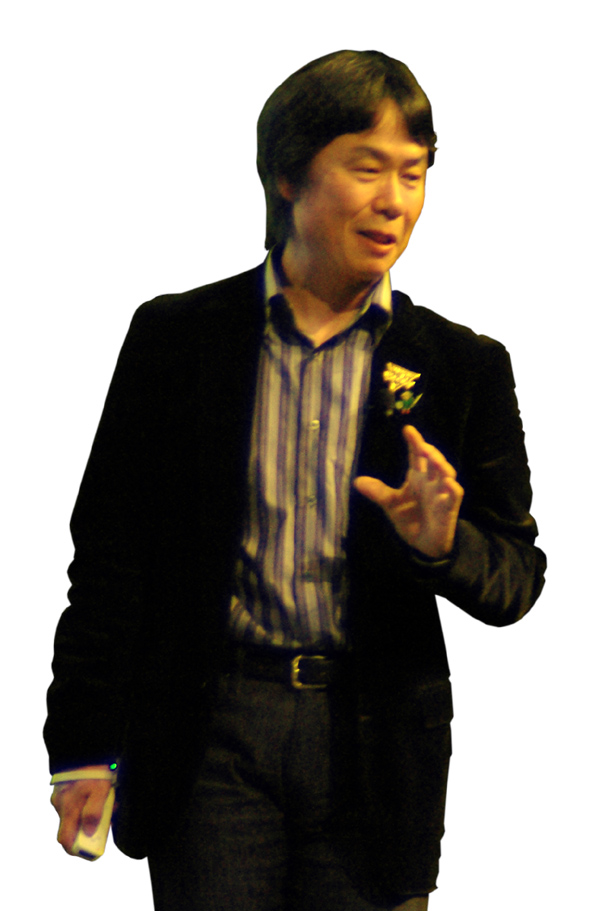
Shigeru Miyamoto en 2007, l'homme à l'origine de Donkey Kong.

À la même époque, Nintendo sortait déjà des jeux de cartes et Game & Watch avec la licence officielle pour les personnages de la bande dessinée Popeye au Japon mais souhaitait acquérir les droits également pour un jeu vidéo. Miyamoto révèlera dans une interview que la possibilité d'utiliser les personnages du monde de Popeye lui sera « dérobée », bien qu'il ait oublié les motif exacts. Cela le conduira à réviser les concepts d'origine du projet et rester sur une triade amoureuse gorille/charpentier/petite amie qui reflèterait la rivalité entre Brutus et Popeye pour Olive Oyl. Ce serait l'occasion de créer des nouveaux personnages à commercialiser, qui pourraient être utilisés dans des jeux ultérieurs. Dans le jeu, Brutus devint un gorille, qui, selon les termes de Miyamoto, n'avait rien de trop mauvais ou repoussant ; il serait l'animal de compagnie du personnage principal, un type marrant et décontracté. Miyamoto parle également de La Belle et la Bête et du film King Kong de 1933 comme sources d'inspiration. Bien que le scénario trouve son origine dans l'exploitation de la licence initiale de la bande dessinée, ce fut la première fois qu'un scénario pour jeu vidéo fut développé avant sa programmation et non comme une pensée après-coup.
Yamauchi visait en premier lieu le marché nord-américain, et souhaitait donc un titre anglais pour le jeu vidéo. Miyamoto décida de lui attribuer le nom du gorille, qu'il considérait comme le personnage le plus marquant du jeu. Il existe plusieurs explications du choix de l'appellation Donkey Kong. Selon une légende urbaine, le premier nom choisi était Monkey Kong mais fut mal retransmis ou interprété lors d'une communication par fax ou par téléphone. Une autre histoire prétend que Miyamoto recherchait dans un dictionnaire la traduction de « gorille têtu ». Selon une troisième, « donkey » voudrait dire « débile » et « kong » serait un terme japonais d'argot commun pour désigner un gorille. Une autre explication est que « donkey » signifierait stupide et maladroit.
| Élément              | Caractéristique           |
| -------------------- | ------------------------- |
| Type de borne        | Verticale, mini, et table |
| Processeur principal | Zilog Z80 (3,072 MHz)     |
| Processeur sonore    | I8035 (400 kHz)           |
| Échantillon sonore   | 400 kHz                   |
| Résolution           | 224 x 256                 |

Miyamoto fondait de gros espoirs sur ce nouveau projet. Il manquait la connaissance technique pour le programmer lui-même, il développa donc des concepts et les présenta à des techniciens pour savoir s'ils étaient réalisables. Il souhaitait que les personnages aient des tailles différentes, soient animés et réagissent de différentes façons. Yokoi jugea le design initial de Miyamoto trop compliqué. Une autre idée suggérée par Yokoi lui-même est d'utiliser des bascules que Jumpman aurait pu utiliser pour se catapulter lui-même à travers l'écran; mais cela se révéla également trop difficile à programmer. Miyamoto en vint alors à utiliser des plates-formes mouvantes, des tonneaux, et des échelles. Quand il précisa que le jeu aurait plusieurs niveaux successifs, les quatre hommes de l'équipe de programmation lui reprochèrent de demander toujours de nouvelles modifications profondes. Néanmoins, ils suivirent les choix de Miyamoto, programmant un code d'approximativement 20 000 lignes. Pendant ce temps, Miyamoto composa la musique du jeu sur un synthétiseur. Pour les graphismes, les contraintes matérielles limitaient les choix. Jumpman est représenté par un sprite de 16 par 16 pixels utilisant 3 couleurs. Il apparaît avec une moustache car le dessin d'une bouche est irréalisable, ses cheveux ne pouvaient pas être mis en mouvement, d'où le choix d'une casquette. Pour pouvoir simuler le mouvement des bras, les programmeurs ont eu besoin de munir le personnage de gants blancs et d'une salopette colorée.
Hiroshi Yamauchi savait que Nintendo tenait un trésor entre ses mains ; il contacta Minoru Arakawa, alors à la tête des opérations de Nintendo aux États-Unis pour l'informer. Les distributeurs américains, Ron Judy et Al Stone, conseillèrent à Arakawa de prendre Howard Lincoln comme avocat pour déposer un brevet.
Une première version du jeu fut envoyée en test à la branche américaine de Nintendo. Les responsables des ventes l'ont détesté lui reprochant de s'éloigner des jeux de labyrinthe et de tir, alors populaires, et Judy et Lincoln avaient des réserves sur le titre du jeu. Pourtant, Arakawa jura que l'idée était bonne. L'équipe américaine aurait souhaité qu'Yamauchi change au moins le titre ; mais ce dernier refusa. Résignée, l'équipe américaine dut traduire le scénario et donner un nom aux deux personnages restants (la demoiselle en détresse et le charpentier). Le nom de Pauline fut choisi en référence à Polly James, la femme de Don James, le responsable d'entrepôt de Nintendo à Washington. Mario fut nommé en référence à Mario Segali, celui qui détenait cet entrepôt. Ces noms de personnages furent imprimés sur les bornes d'arcade et sur les produits promotionnels. Donkey Kong était prêt pour sa commercialisation.
Stone et Judy convainquirent deux gérants de bars à Seattle dans l'État de Washington d'installer des machines Donkey Kong. Initialement peu enthousiastes, les gérants demandèrent plus de machines lorsqu'ils commencèrent à avoir 120 parties en une journée (30 USD par jour). Au siège social de Redmond, un personnel réduit composé d'Arakawa, de sa femme Yoko, James, Judy, Phillips et Stone convertirent les 2 000 machines Radar Scope dont ils disposaient en surplus pour les équiper du jeu Donkey Kong. Le jeu fut officiellement commercialisé en juillet 1981.

## Exploitation
Dans son livre Video Invaders (1982), Steve Bloom décrivit ironiquement Donkey Kong comme un jeu bizarre au style cartoon, gracieusement offert par le Japon. Pour les joueurs nord-américains, Donkey Kong était pourtant irrésistible. Les 2 000 unités initiales furent rapidement écoulées, et la demande se fit sentir. Arawaka lança la fabrication de composants électroniques à Redmond car attendre le débarquement des bateaux provenant du Japon demandait trop de temps. Vers octobre, Donkey Kong se vendait à 4 000 unités par mois, et à la fin de juin 1982, 60 000 jeux avaient été vendus, pour une recette de 180 millions de dollars. Judy et Stone, qui travaillaient à la commission, devinrent millionnaires. Arakawa profita des bénéfices pour acquérir une superficie de 27 acres (110 000 m2) à Redmond en juillet 1982. La deuxième année, les bénéfices atteignirent 100 millions de dollars. Il demeura au sommet des ventes de Nintendo encore jusqu'en été 1983. Donkey Kong s'est également bien vendu au Japon.
Fin juin 1982, le succès remporté par Donkey Kong incite plus de 50 parties aussi bien aux États-Unis qu'au Japon à contacter Nintendo pour obtenir des droits sur les personnages du jeu. Mario apparaît sur des boîtes de céréales, des pyjamas, et des mangas ; en 1983, le studio d'animation Ruby-Spears produisit un cartoon sur Donkey Kong pour le programme Saturday Supercade sur la chaîne de télévision CBS. Dans ce cartoon, l'intrigue repose sur des résolutions de crimes mystérieux, à la façon de Scooby-Doo, où Mario et Pauline poursuivent Donkey Kong, qui s'est échappé d'un cirque. Deux saisons furent diffusées.
Les fabricants de consoles de jeux vidéo étaient tout autant intéressés par l'exploitation des personnages. Taito offrit une somme considérable afin d'acquérir tous les droits de Donkey Kong, mais Nintendo refusa. Coleco et Atari, rivaux de Nintendo, l'ont contacté, au Japon comme aux États-Unis ; Yamauchi accepta de donner à Coleco les droits pour porter le jeu sur consoles de salon, ainsi que pour une adaptation en jeu de carte. Parce que, selon ses dires, c'était la compagnie la plus ambitieuse (« It is the hungriest company »). En outre, Arakawa avait le sentiment que Coleco, mieux établi aux États-Unis, pourrait prendre le marché plus facilement ; en retour, Nintendo aurait reçu une somme non révélée de plus de 1,40 USD par cartouche de jeu vendu et 1 USD par jeu de cartes. Le 24 décembre 1981, Howard Lincoln ébaucha le contrat ; il inclut que Coleco était entièrement responsable du contenu de la cartouche de jeu, une décision peu commune dans un accord de licence. Arakawa signa le dit document le jour suivant, et le 1er février 1982, Yamauchi convainquit les représentants de Coleco au Japon de signer le document sans le faire parcourir par les avocats de la compagnie.
| Date de sortie | Nom de la console                   |
| -------------- | ----------------------------------- |
| 1981           | Borne d'arcade                      |
| 1982           | Atari 2600                          |
| 1982           | Intellivision                       |
| 1982           | Game & Watch                        |
| 1982           | ColecoVision                        |
| 1983           | Commodore 64                        |
| 1986           | NES                                 |
| 1988           | Atari 7800                          |
| 2006           | Wii                                 |
| 2013           | Wii U                               |
| 2016           | NES Mini                            |
| 2018           | Nintendo Switch (online uniquement) |

Coleco ne commercialisa pas le jeu comme un produit séparé, mais offrit celui-ci en pack avec sa console ColecoVision. Les unités se vendirent à partir de juillet 1982. La version de Coleco est très proche de la version arcade, plus que les adaptations de jeu d'arcade qui avaient été réalisées jusqu'alors. Six mois plus tard, Coleco publia des versions pour les consoles Atari 2600 et Intellivision. Les ventes de Coleco doublèrent à 500 millions de dollars et leurs gains quadruplèrent à 40 millions de dollars.
Pendant cette période, Atari obtint les droits pour éditer une version de Donkey Kong sur disquette et prépara la version du jeu pour Atari 800. L'annonce de la sortie de l'ordinateur personnel Coleco Adam en juin 1983 au CES de Chicago, avec une version de Donkey Kong, provoqua des protestations de la part d'Atari. Yamauchi demanda que le président de Coleco, Arnold Greenberg, retire le portage Adam de la vente. Cette version était basée sur la licence de la cartouche et donc juridiquement, il n'y avait aucune violation de la licence accordée à Atari par Nintendo et donc la suite de la plainte donna raison à Greenberg. Ray Kassar est mis à la porte de Atari le mois suivant, et la version PC de Donkey Kong ne fut pas commercialisée.
Miyamoto créa une version largement simplifiée pour les Game & Watch et en 1983, Donkey Kong fut l'un des trois titres de lancement pour la Famicom au Japon. Cette nouvelle adaptation fut produite jusqu'en 1988 ; d'autres portages permettent l'utilisation du jeu sur Apple II, Atari 7800, Commodore 64, Commodore VIC-20, Famicom Disk System, PC, ZX Spectrum, Amstrad CPC, et Mini-Arcade.
En 1994, Nintendo a sorti une version améliorée de Donkey Kong pour Game Boy, le premier jeu supporté par la Super Game Boy. Ce portage inclut de nombreux nouveaux écrans, ainsi qu'un graphisme et un contrôle améliorés. La version arcade du jeu réapparait en cours de partie dans le jeu Donkey Kong 64 sur la Nintendo 64 ; et le portage de la NES réapparait de même dans Animal Crossing sur GameCube. En 2004, Nintendo a sorti la version NES dans la collection NES Classics sur Game Boy Advance et sur e-Reader. Depuis le 19 novembre 2006, une émulation de la version NES est disponible en téléchargement sur la Console virtuelle de la Wii, puis sur celle de la Wii U en 2013.

## Postérité

### Clones et suites
D'autres compagnies ont choisi de contourner la licence de Nintendo. En 1981, Randy O. Rissman, le président de Tiger Electronics, obtint une licence pour pouvoir utiliser le nom King Kong d'Universal City Studios. Sous ce titre, Tiger développa un jeu avec un scénario et un gameplay basés directement sur la création de Nintendo.
Crazy Kong est un autre exemple. Développé par Falcon et licencié sur le marché nord-américain, ce clone est un jeu d'arcade qui resta en vogue dans le début des années 1980, souvent installé dans des bornes d'arcade portant le nom de Congorilla. Rapidement, Nintendo intenta des procès contre la distribution de ce jeu aux États-Unis. Des reproductions illégales se développèrent aussi bien en Amérique du Nord que dans le reste du monde sous les noms de Donkey King ou Crazy Kong. En 1983, Sega créa son propre clone de Donkey Kong, qu'il appela Congo Bongo. Malgré l'usage d'une perspective isométrique, le jeu est très similaire.
Donkey Kong donna naissance à deux suites : Donkey Kong Jr. (1982) et Donkey Kong 3 (1983). Mario Bros. est un produit dérivé réutilisant le personnage de Mario. Nintendo relança la licence Donkey Kong dans les années 1990 pour une série de jeux de plate-forme et de produits dérivés, commençant avec Donkey Kong Country en 1994 qui fut développé par Rareware. Le dernier de la série est Donkey Kong: Jungle Beat (2005). En 2004, Nintendo relança le concept initial du jeu d'arcade sous le titre Mario vs. Donkey Kong, jeu dans lequel Mario doit pourchasser Donkey Kong dans une fabrique de jouets. Sur GameCube en 2003 fut lancé au Japon le premier jeu de la série Donkey Konga, un jeu de rythme utilisant des Bongos à la place de manettes de jeu. En 2005 fut lancé DK: King of Swing sur Game Boy Advance, un jeu mêlant plate-forme et réflexion.

### Un classique du jeu vidéo
Le jeu est l'une des entrées de l'ouvrage Les 1001 jeux vidéo auxquels il faut avoir joué dans sa vie. Dans le long-métrage d'animation Les Mondes de Ralph, le jeu Fix-It Felix Jr. au centre du scénario est largement inspiré de Donkey Kong. Le personnage apparaît dans le film Pixels en 2015. Le film fait apparaitre l'univers de ce jeu dans le monde réel où Donkey Kong joue le rôle d'un des méchants personnages de jeu vidéo qui ont pris vie par une entité spatiale pour anéantir l'Humanité et ironiquement Mario tel qu'il est dans le jeu est aussi un antagoniste du film qui joue cependant un rôle mineur.
Dans le film Super Mario Bros., lors de l'affrontement entre Mario et Donkey Kong, des éléments de leur jeu d'origine sont repris comme les plateformes rouges et les effets sonores.

## Procès entre Universal City Studio et Nintendo
Le succès de Nintendo avec le jeu Donkey Kong ne fut pas sans obstacle. En avril 1982, Sid Sheinberg, un avocat chevronné et président de MCA et Universal City Studios, apprit le succès du jeu et l'accusa de ne pas respecter les droits d'auteur de King Kong.
Le 27 avril, il rencontra Arnold Greenberg de Coleco et le menaça de le poursuivre en justice à cause de la commercialisation de Donkey Kong. Le 5 mai, Coleco accepta de payer des redevances à Universal pour un montant s'élevant à 3 % de leurs recettes, soit près de 4,6 millions de dollars. Pour préparer la confrontation au procès avec Nintendo, Universal annula la licence qu'il avait accordée à Tiger Electronics, dans le but d'éviter toutes objections sur le fait qu'un concessionnaire d'Universal ait pu violer les droits de Donkey Kong. Quand Universal menaça à son tour Nintendo, celle-ci refusa de céder. Le président de Tiger avait également refusé de céder, et alors que la confrontation avec Nintendo approchait, Universal relâcha la pression sur Tiger, la laissant continuer la production de sa copie du jeu, dans la mesure où elle restait suffisamment différente de Donkey Kong.
Le 29 juin 1982, Universal déclencha la procédure judiciaire contre Nintendo pour non-respect de sa marque King Kong et annonça, dans le même temps son accord avec Coleco. La compagnie envoya des rappels à l'ordre aux licenciés de Nintendo, en utilisant la procédure de « Cease and desist ». Tous acceptèrent de payer les droits à Universal, exceptés MB et Ralston Purina.
Le procès Universal City Studios, Inc. contre Nintendo, Co., Ltd. eut lieu à New York sous la direction du juge Robert W. Sweet. Plus précisément au United States District Court for the Southern District of New York que l'on peut traduire par : tribunal d'instance fédéral du territoire sud de New York. Durant sept jours, l'avocat d'Universal City Studios, la firme new-yorkaise Townley & Updike, argumenta que le nom Donkey Kong se rapprochait facilement de King Kong, et que le scénario du jeu vidéo était construit à partir de celui du film. L'avocat de Nintendo, John Kirby, répondit que Universal avait dans une affaire précédente affirmé que le scénario et les personnages de King Kong étaient dans le domaine public. Le juge Sweet conclut en faveur de Nintendo, chargeant Universal de rembourser les profits obtenus sur le jeu de Tiger (56 689,41 dollars), de payer des intérêts compensatoires, et les frais d'avocats. Pour le tribunal d'instance, Donkey Kong ne violait donc pas les droits de King Kong.
Universal fit donc appel devant la Cour d'appel pour le 2e circuit. Il tenta de prouver la confusion du consommateur en présentant les résultats d'une étude téléphonique ; il fournit des exemples de presse écrite où un lien entre les deux Kongs était supposé. Le 4 octobre 1984, pourtant, la cour confirma le verdict précédent.
Nintendo et ses exploitants de licence menèrent en retour des actions contre Universal pour demander des dommages-intérêts. Le 20 mai 1985, le juge Sweet accorda à Nintendo 1,8 million de dollars pour les frais de procédure, les revenus perdus et d'autres dépenses. Toutefois, il refusa les demandes de compensation des exploitants de licence de Nintendo et de Universal. Les deux parties ont fait appel de ce jugement, mais le verdict fut confirmé le 15 juillet 1986.
Nintendo remercia son avocat, John Kirby en lui offrant un voilier valant 30 000 dollars, baptisé Donkey Kong, en plus des droits internationaux exclusifs d'utiliser le nom sur des voiliers. La firme le remercia également en renommant un de leurs personnages alors en cours de création (Popopo) en son honneur. C'est ainsi que naquit le personnage de Kirby. Cette bataille judiciaire apprit à Nintendo qu'elle pouvait affronter les géants de l'industrie des loisirs.

## Compétition
À l'époque où les bornes d'arcade relevaient en grande partie de la compétition vidéoludique, Donkey Kong fut, et demeure toujours, un jeu punitif qui sait stimuler les esprits compétitifs, comme on peut le constater dans le film The King of Kong : A Fistful of Quarters.